# Bitwa pod Megiddo (1918)
Bitwa pod Megiddo – starcie zbrojne, które miało miejsce w dniach 19–25 września 1918 r. w czasie I wojny światowej.
Bitwa ta była ważnym wydarzeniem podczas kampanii synajsko-palestyńskiej, podboju Palestyny przez brytyjskiego generała Edmunda Allenby’ego w czasie I wojny światowej.
Wojska generała Allenby przystąpiły do zmasowanej ofensywy, przechodząc od zachodu przez górę Karmel w kierunku doliny Jezreel, gdzie doszczętnie zniszczyły wojska tureckie. W starciu uczestniczyły po stronie Ententy powstańcze wojska arabskie. Z ramienia Allenby’ego ich działania koordynował podpułkownik T.E. Lawrence (Lawrence z Arabii). Bitwa była zapowiedzią klęski Imperium Osmańskiego w I wojnie światowej.